# Helen Epega
Helen Isibor Epega (Helen Parker-Jayne Isibor), aussi appelée par son pseudo de scène  The Venus Bushfires (qui peut être traduit en : La Vénus des feux de brousse), née en 1981, est une chanteuse nigériane d'opéra, auteure, compositrice et artiste de performance. Elle a écrit et interprète un opéra en pidgin nigérian. Inspiré par Parsifal de Richard Wagner, sa Chanson de la Reine : Un Opéra en pidgin (Song Queen: A Pidgin Opera) est présenté dans une première version en juillet 2015.

## Biographie
Née en 1981 à Ibadan, dans le sud-ouest du Nigeria, dans une famille de cinq enfants, elle est la fille d'un consultant médical et d'une femme de lettres, tous deux intéressés par la musique. Elle vit à Benin City jusqu'à ce qu'elle s'installe à Londres dans les années 1980, quand elle a sept ans. Elle obtient un diplôme en communications et médias à l'université Brunel de Londres. 
D'abord rappeuse, elle s'intéresse ensuite à des artistes plus politisées, comme Fela Kuti et Miriam Makeba. Lors d'un séjour à Ibiza en 2007, elle découvre le hang drum qui devient, dès lors, son instrument de prédilection. Pour expliquer son pseudo de scène, The Venus Bushfires, elle indique : « Quand j'étais à Benin City en 2008 pour rendre visite à ma grand-mère, ils avaient brûlé la terre. J'ai demandé à ma mère pourquoi ils l'avaient fait et elle m'a répondu que c'était pour nettoyer le sol. En quelques semaines, toutes les plantes ont poussé très rapidement et j'ai réalisé que lorsqu'un feu de brousse se produit, c'est une possibilité de naissance. J'ai également utilisé Vénus parce que c'est la déesse de l'amour et que je suis un astronome amateur, j'adore les étoiles. Ce nom est une célébration de l'équilibre, de l'amour, de la terre, du sacré, du profane et de mère nature. C'est une célébration de la vie ».
Grâce à un financement du Conseil des Arts (Arts Council), elle compose la Chanson de la Reine : Un Opéra en pidgin (Song Queen: A Pidgin Opera) selon des lignes d'opéra plus ou moins traditionnelles inspiré par Parsifal de Richard Wagner. Tout en conservant les cordes, elle introduit des instruments traditionnels africains tels que la kora, et les tamas et djembés comme percussions.  Le pidgin nigerian est une langue populaire inspirée du portugais, de l’anglais et du patois jamaïcain. Il compte environ 75 millions de locuteurs (sur 190 millions d’habitants au Nigeria), et constitue la seule langue véhiculaire parlée quasiment à travers tout le Nigeria. La version créée au Palace Theatre de Londres en 2015 dure une heure, mais elle travaille ensuite sur une extension pour la porter entre une heure et demie et deux heures. L'opéra a également été joué à l'Artspace, au Cap, et à Lagos, fin  2016.
En mai de cette même année 2015, elle épouse le président d'EMC3 (une société nigériane organisatrice d'événements), Baba Epega.
En 2021, pendant une période de confinement suite au Covid-19, elle compose Sounds of Us : A Sound Art Snapshot - Life, Love, Fear, Hope & Protest In The Time Of Pandemic Lockdown » (Sons de notre communauté : un instantané de l'art sonore - vie, amour, peur, espoir et protestation à l'heure du verrouillage pandémique).